# 熊本市交通局1060形電車
熊本市交通局1060形電車（くまもとしこうつうきょく1060がたでんしゃ）は、熊本市交通局（熊本市電）に在籍する路面電車車両である。1951年（昭和26年）に160形として導入され、ワンマン運転対応改造の際に1060形に改められた。同形のうち唯一現存する1063号は2024年現在、熊本市電で最古の車両として稼働中。
本項では、かつて在籍した1060形と同一仕様の熊本市交通局1050形電車についても記述する。こちらは前年1950年（昭和25年）の導入で、ワンマン改造までは150形と称した。

## 概要
先に登場した150形（後の1050形）は、1949年（昭和24年）に導入された120形・130形（全11両）に続く熊本市電で3形式目のボギー車である。利用客増加に対応するため、1950年（昭和25年）7月に4両 (151 - 154) が大阪府堺市の広瀬車両にて製造された。160形（後の1060形）はこの150形の同一設計の増備車であり、翌1951年（昭和26年）6月に3両 (161 - 163) が同じく広瀬車両にて製造された。
熊本市電におけるワンマン運転の拡大に伴い、150形・160形にも1968年（昭和43年）から翌年にかけてワンマンカーへの改造工事が順次施工された。この際、以下のように、車両番号が900を加えたものに改められた。
- 150形151 - 154 → 1050形1051 - 1054
- 160形161 - 163 → 1060形1061 - 1063

市電路線網が縮小され2系統（現A系統）と3系統（現B系統）を残すのみになった後も全車残存したが、1979年（昭和54年）から1988年（昭和63年）にかけて順次廃車ないし電動貨車50形へ改造され、冷房設置工事が施工された1063号以外は消滅した。残る1063号は熊本市電で最古の車両として稼働を続けている。

## 構造

### 車体
1050形・1060形はともに半鋼製・低床構造のボギー車である。全長は12.80メートル、幅は2.3226メートル、高さは車体高さ3.172メートル・パンタグラフ折畳み高さ3.805メートル。原型は3ドア車であるため、後から導入された1080形以降の2ドア車に比べて車体が0.8メートル長い。また前年導入の120形・130形に比べて車高が低くなっている。自重は15.3トン、冷暖房設置車は16.4トンである。
1968・69年施工のワンマン運転対応改造工事など、製造後の改造個所がいくつか存在する。1063号のみに施工された冷暖房設置工事や、同車が残るのみとなった1988年以降の変更点については下記#1063号の動きにて別途記述する。

#### 車体前面
車体前面（妻面）は、中央に幅広の大型窓を配する3枚窓のスタイルである。窓の上下にウィンドウシル・ウィンドウヘッダーを設ける（側面も同様）。前面窓は原型では集電用トロリーポールの操作のため下降窓（落とし窓）であった。後に集電装置が変更されこの開閉方式である必要がなくなったため、順次188・190形や200形に倣った上部固定・下部上昇式の2段窓に改修された。
灯具類は、原型では中央窓下に前照灯を、正面から見て左手の窓下に尾灯を配置した。このうち尾灯はワンマンカー改造の際に改造され、停止灯と一体化したものが前照灯の両脇につくようになった。この尾灯・停止灯は、当時のバス用尾灯・方向指示器に広く利用されていた部品を転用したものである。方向幕は原型では前面から見て右手の窓上に設置されていたが、180形以降の車両と同位置の中央窓上へと移設された。
ワンマンカー改造の際の変更点は尾灯のほか、ワンマン表示窓の設置や電動ワイパー・可動式車外バックミラーの取り付けが挙げられる。

#### 車体側面

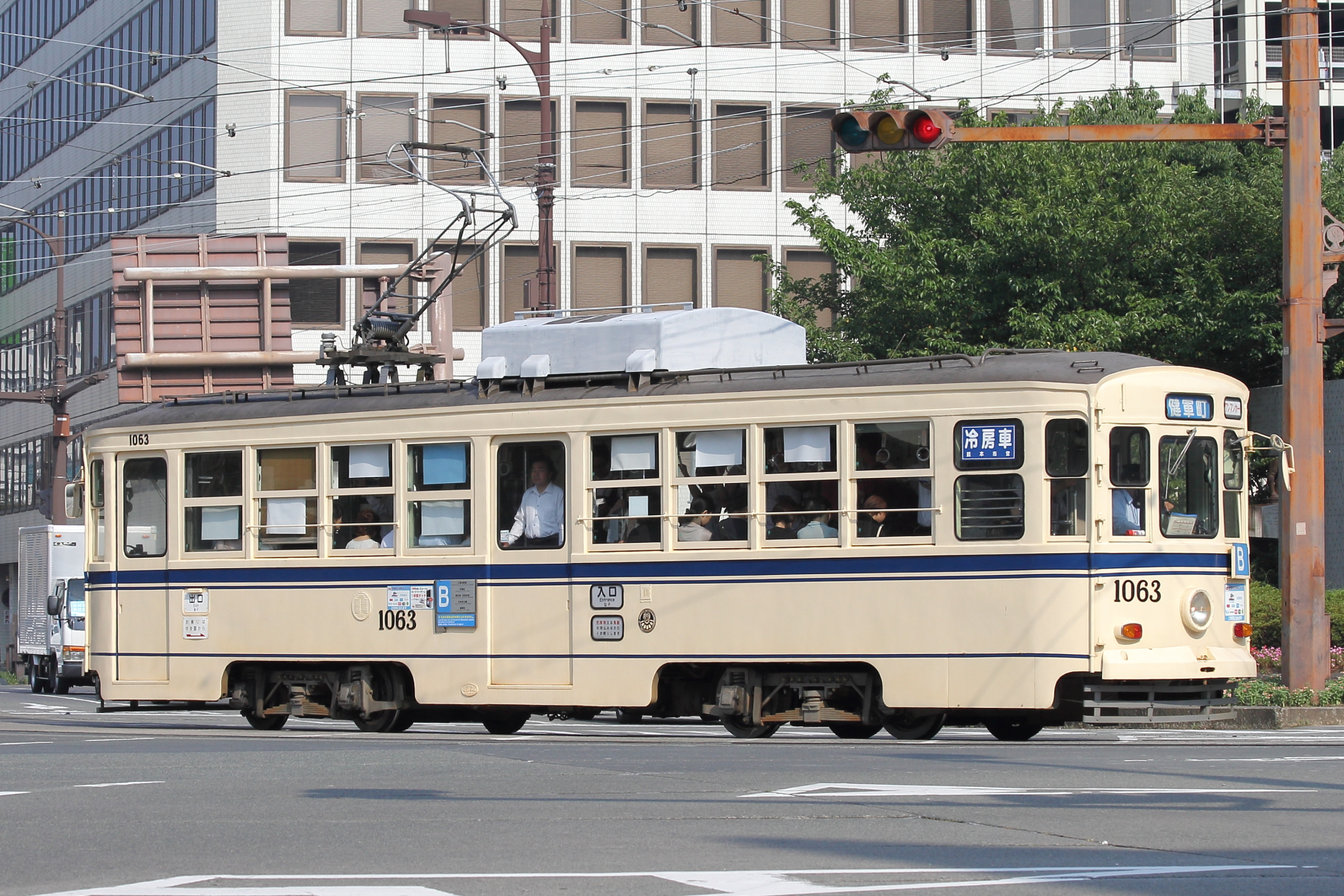
1063号の側面（2015年8月）

客室扉は、原型では前・中・後ろの片側3か所ずつに設けられていた。120形・130形と同様の配置であるが、中央扉を含め3か所とも片開き引き戸になっている。導入当初は通常3か所とも使用・閑散時間帯のみ中央扉締め切りという形で運用されたが、1953年（昭和28年）ごろからは後部扉が常時閉鎖されるようになった。ワンマンカー改造ではこの後部扉が埋められ、Hゴム固定の窓に置き換えられている。扉の幅は前扉が80センチメートル、中扉が100センチメートル。
側面窓は原型では扉間に各4枚と車端部に各1枚（側面窓配置＝1D4D4D1）。120形・130形（扉間の窓は各5枚）に比して窓が大型化した点が特徴。窓は上下に分かれる2段窓で開閉方式は上部固定・下段上昇式である。ワンマンカー改造後は後部扉が窓がHゴム支持の一段窓ないし二段窓に変わり、窓配置は 1D4D51 となった。窓上部のウィンドウヘッダーが前面から側面にかけて独特なカーブを描く点は、神戸市電900形を模倣していると言われる。
側面部分におけるワンマンカー改造時のその他改造点としては、出口・入口の表示や車外スピーカーの設置が挙げられる。

#### 車体塗装
登場時、車体の塗装は上がクリーム色、下がパープルブルーのツートンカラーで、1956年（昭和31年）ごろから追加で屋根部分がライトグリーンで塗装されるようになった。
ワンマンカー改造の際、車体塗装はクリーム色を基調に紺色の帯を巻いたものに変わった。後に帯の色を緑色に変えたものも標準塗装に追加されている。

#### 車内
客室は最大幅2.06メートル、長さ10.52メートルである。
車内の座席はロングシートで、前扉・中扉間に長さ3.63メートルの座席を、その反対側に長さ3.17メートルの座席を配置する。熊本市電では150形から新造時よりモケット座席が採用されるようになった。車内照明は1960年（昭和35年）ごろから順次蛍光灯化（6灯設置）された。
定員は元は座席32人・立席48人の計80人であったが、ワンマンカーへの改造で座席34人・立席40人の計74人となり、さらに1978年（昭和53年）6月の定員変更で座席34人・立席37人の計71人に減少した。

### 主要機器
台車は1050形・1060形ともに扶桑金属工業（後の住友金属工業）が製造したKS-40J形を装備する。製造番号は1050形分がH-2036、1060形分がH-2048。このKS-40J形（旧型式名：KS-40L形）はブリル77E形台車に類似する、台車枠側梁と平行に重ね板バネを渡す点が特徴の低床台車であり、製造当時のメーカーにおける標準型路面電車用台車であった。軸箱支持方式は軸ばね式、軸距は1,626ミリメートル、車輪径は660ミリメートル。
主電動機は出力38キロワットの東洋電機製造製SS-50形を1両につき2基設置する。この電動機は当時の標準軌路面電車用標準電動機（直流直巻電動機）で、その主要諸元は電圧600ボルト・電流73アンペア・回転数820rpmである。歯車比は59:14で、駆動は吊り掛け駆動方式による。
制御器は東洋電機製造製の直接制御器DB1-K4形を設置。制御方式は直並列組合せ制御であり、制御器のノッチは直列4ノッチ・並列4ノッチ・電制7ノッチとなっている。
ブレーキ装置は日本エヤーブレーキ製のSM3直通ブレーキを搭載する。ブレーキ弁はごく一般的なPV-3形を用いる。
これらの主電動機・制御器・ブレーキ装置の仕様は150形から1960年導入の350形までの各車で共通する。
集電装置は当初前後1本ずつのトロリーポールを利用したが、ポールスタンドの一方を利用する形で1953年（昭和28年）12月にビューゲルに取り換えられた。さらにワンマンカー改造の際、反転の必要がないZ型パンタグラフへと置き換えられている。

## ワンマンカー改造施工
熊本市電では、1966年（昭和41年）2月より1000形（旧・大阪市電901形）の投入によってワンマン運転が開始された。以後、1000形に準ずるワンマンカーへの改造工事が既存車両に対して進められていく。150形・160形への施工は遅く、150形は1968年（昭和43年）8月から11月にかけて、160形は対象車両では最後となる1969年（昭和44年）1月から11月にかけて、それぞれ実施された。改造後は旧番号に900を足した番号へと変更された（150形151 - 154 → 1050形1051 - 1054、160形161 - 163 → 1060形1061 - 1063）。
ワンマンカーへの改造は交通局で施工されたものと北九州の九州車輌で施工されたものがあるが、1050形・1060形は全車交通局で施工された。改造内容は前述の通りである。なお運賃箱は施工前の1966年8月に当時在籍の全車両に取り付けられていた。ワンマン運転方式は料金後払い制の後乗り・前降り方式。加えて1976年（昭和51年）10月の運賃改定で運賃制度が均一制から対距離区間制に改められ、整理券方式が採用された（その後2007年10月に均一運賃制に復帰）。この対距離運賃制時代には車内に整理券発行器や運賃表示器が備えられていた。

## 廃車の進展

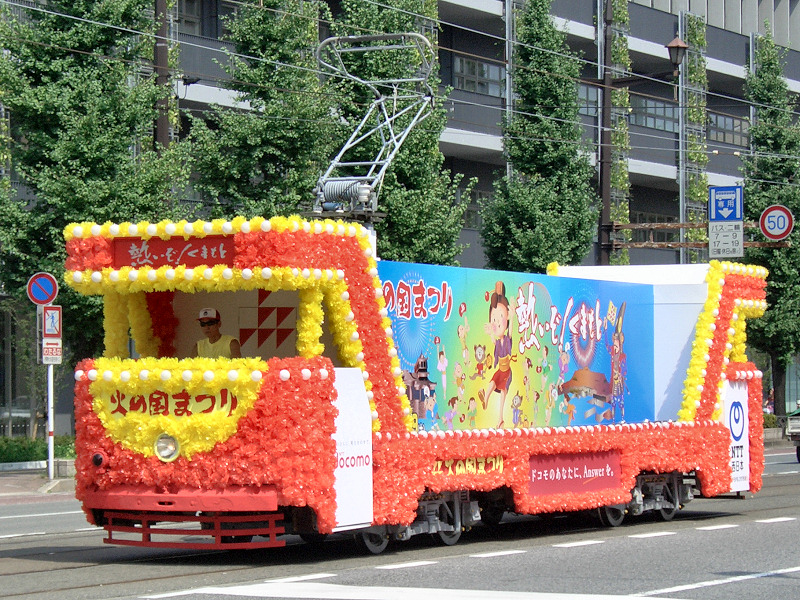
花電車として運用中の電動貨車53号（2008年）

最盛期には25.2キロメートルに及ぶ路線を持った熊本市電であったが、1965年（昭和40年）から1972年（昭和47年）にかけて縮小し、半分以下の計12.1キロメートル、系統では2系統（現A系統）と3系統（現B系統）が残るのみとなった。これに伴い車両も削減され、ワンマンカーの半鋼製ボギー車6形式計37両の体制に縮小された。この中で1050形・1060形は7両とも残存し、120形・130形がワンマンカーとならずに廃車されたことから、特に1050形は熊本市電で現存最古の車両となった。
これらの車両は、連接車5000形導入に伴う1977年（昭和52年）の1086号・1087号廃車を皮切りに、徐々に姿を消していった。1050形・1060形計7両の中で最初に消滅したのは1050形1052・1053号の2両で、電動貨車50形への改造が1979年（昭和54年）7月12日に完成、8月7日より「火の国まつり」の花電車として運行が始まった（改造後の番号は52・53）。これに前後する1978年から1980年にかけて、熊本市電では冷房設置工事が進められたが、1050形・1060形で対象となったのは1060形1063号の1両のみで、工事対象から外れた4両は夏場の運用から原則外れ、特に1051号は休車となった。
1982年（昭和57年）6月、追加で1051号も電動貨車50形（51号）に改造された。以後電動貨車への改造はなく、1985年（昭和60年）3月29日付で1061号が廃車。さらに1988年（昭和63年）6月30日付で1054号と1062号が廃車となった。うち1062号については解体されず、交通局舎横に据え付けられ「交通局サービスセンター」として同年8月1日より営業を開始した。その後1995年に合理化のため閉鎖となり、その後はバス利用者の待合室として使用されたが1997年12月末に解体され現存しない。
以上の廃車・改造により1050形は形式消滅となり、1060形についても3両のうち1063号を残すのみとなった。従って1050形に代わり1063号が熊本市電の最古参の車両になっている。

## 1063号の冷房化後の動き

### 冷暖房設置
熊本市電では1978年（昭和53年）8月より、富士電機が開発した架線電源（直流600ボルト）で稼働する冷房装置を設置したことで冷房化が始まった。1050形・1060形では1063号のみが冷房化の対象となり、1980年（昭和55年）に冷房能力2万5,000キロカロリー毎時 (kcal/h) のFAD2225-2形集中式冷房装置が搭載された。冷房に続き熊本市電では1979年（昭和54年）1月以降、座席下に電熱式暖房装置を設置する車両も順次登場したが、この暖房設置改造も1063号に限って行われた。
こうして冷暖房設置の上残存した1063号であるが、1982年以降8200形・8500形・8800形・9200形と新造ボギー車が相次いで登場すると、1060形の次に古い1080形とともに主力車両の一角から退き朝ラッシュ時を中心に運用されるようになった。なお1990年代までのその他の改造としては、1063号単独のものでは台車の交換（1054号が装着していたものに交換）、1994年（平成6年）10月施工の8200形・8500形に準じた塗装（標準色＝アイボリーに緑帯）への塗り替えが挙げられる。また元々は二段窓（下部に横長の開口部）であった正面中央の窓が、1999年時点では固定一枚窓になっている。
他形式と共通の改造には、1991年（平成3年）4月からの列車無線導入に伴う機器設置、1998年（平成10年）3月からの乗車カード「TO熊カード」導入に伴う乗降口へのカードリーダー設置がある。

### 塗装変更とその後

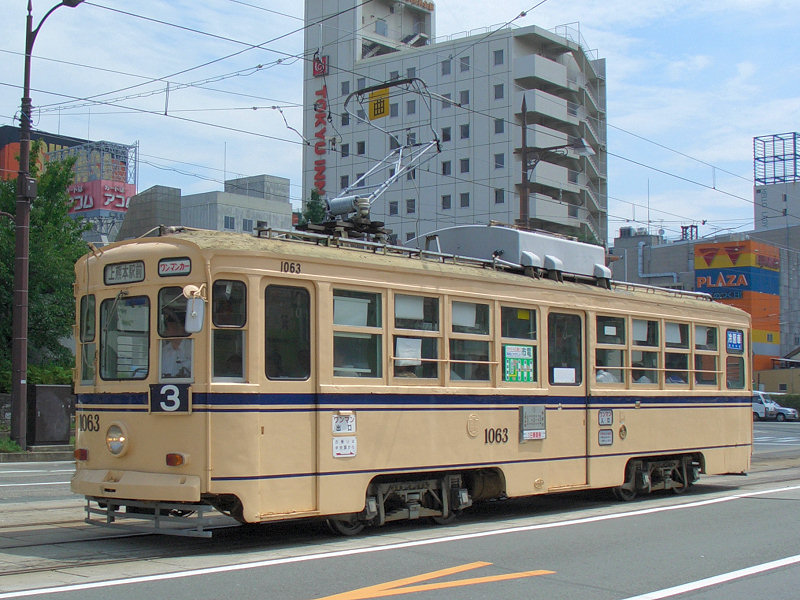
方向幕更新前の1063号（2007年8月）

2003年（平成15年）、熊本を舞台とする映画「聞こゆるや」の撮影にあたり、1063号はクリーム色を基調に紺色の帯を巻いたかつての塗装に戻された。映画が1980年代初頭の熊本を舞台とすることから、同年8月の撮影にあたって製作者側が車両を交通局から借り、舞台設定にあわせて外装を塗り直し、車内の両替機や運賃箱、料金表も当時のものに取り換えて撮影に使用した。撮影終了後は元の塗装に戻される予定であったが、そのまま運用に復帰。その後車体の傷んだ部分について大がかりな改修工事が実施された。
2013年（平成25年）には、かつて車掌が乗務していた時代に使用されていた「チンチン」と音が鳴るベルが乗車口に復元され、12月24日よりベルが鳴る電車として運転を開始した。ベルは車掌が運転士に対して安全確認完了を伝える出発合図に用いられていたものだが、ワンマン化されているためブザーの代用として発車時に鳴らされるようになっている。
そのほか2000年代以降の市電全車共通の改造には、2010年度（平成22年度）の常時記録型ドライブレコーダー設置、2011年（平成23年）3月の系統名変更ならびにラインカラー設定に伴う方向幕の更新（A系統が赤、B系統が青、その他臨時系統が黄色とされそれぞれ色付き方向幕に変更）、2014年（平成26年）3月のICカード乗車券「でんでんnimoca」導入に伴うICカードリーダー設置がある。また2012年度（平成24年度）より1063号を含む1350形までの旧型半鋼製車22両を対象に、2015年度（平成27年度）までの4年計画で乗降口ステップ嵩上げ、内外装の再塗装、シート・床の張替えなどからなる「市電車両リフレッシュ事業」が行われた。
2024年（令和6年）7月28日には、熊本駅前で折り返し運転を行う際に故障して立ち往生（この日は田崎線が区間運休していたため全便が熊本駅前で折り返し運転）。8800形電車の救援を受けた。

### 運行中に追突される
2025年（令和7年）3月25日  8:30頃、A系統田崎橋行として熊本城・市役所前停留場に停車中、後続のB系統上熊本行として運行中の1096号に追突される。この事故で、当車は健軍側前面を中破、当車運転士および1096号の乗客6人が重軽傷を負った。

## 車歴一覧表
| 旧車号 | 製造      | 製造所   | ワンマンカー改造 | ワンマンカー改造 | 冷房改造 | 廃車                  | 備考                     |
| 旧車号 | 製造      | 製造所   | 新車号           | 改造年           | 冷房改造 | 廃車                  | 備考                     |
| ------ | --------- | -------- | ---------------- | ---------------- | -------- | --------------------- | ------------------------ |
| 151    | 1950年7月 | 広瀬車両 | 1051             | 1968年           | -        | 1982年6月             | 電動貨車50形 (51) に改造 |
| 152    | 同上      | 同上     | 1052             | 同上             | -        | 1979年7月             | 電動貨車50形 (52) に改造 |
| 153    | 同上      | 同上     | 1053             | 同上             | -        | 同上                  | 電動貨車50形 (53) に改造 |
| 154    | 同上      | 同上     | 1054             | 同上             | -        | 1988年6月30日         |                          |
| 161    | 1951年6月 | 同上     | 1061             | 1969年           | -        | 1985年3月29日         |                          |
| 162    | 同上      | 同上     | 1062             | 同上             | -        | 1988年6月30日         |                          |
| 163    | 同上      | 同上     | 1063             | 同上             | 1980年   | 2025年3月の事故で休車 |                          |